# Emmy Surén
Emmy Surén, geborene Emmy Rosette Elise Krigar (* 14. August 1873 in Neuschönfeld bei Leipzig; † 3. Januar 1974 in Swakopmund, Südwestafrika) war eine deutsche Krankenschwester und Hebamme in Deutsch-Südwestafrika, dem heutigen Namibia.

## Leben
Über das Vorleben von Emmy Surén ist wenig bekannt. Sie wurde in Sachsen als Tochter eines Bahnbeamten geboren. 1888 ließ sie sich in Güstrow konfirmieren. Später arbeitete sie in Berlin als Krankenwärterin. Dort brachte sie 1894 eine uneheliche Tochter auf die Welt, die aber bereits nach zehn Monaten verstarb. 1897 kam sie unverheiratet als staatlich geprüfte Hebamme und Rot-Kreuz-Schwester im Auftrag des Johanniterordens in die deutsche Kolonie. Sie hatte sich auf eine Anzeige im Berliner Lokal-Anzeiger gemeldet. Als der für die Organisation der Krankenpflege der kaiserlich-deutschen Schutztruppe in Südwestafrika verantwortliche Rittmeister Ernst von Heynitz die kleine Schwester Emmy zwischen den anderen Kandidatinnen sah, platzte es aus ihm heraus: „Material wie diese kleine drahtige Schwester brauchen wir für die Tropen. Die gröbsten Parasiten in Afrika können denen nichts anhaben.“ Entsetzt über seine unhöfliche Äußerung wurde er von Kollegen zurechtgewiesen, doch sollte Heynitz mehr als recht behalten.
Schwester Emmy arbeitete viele Jahre erfolgreich in Südwestafrika als Krankenschwester und Hebamme, was ihr die Beinamen Florence Nightingale Südwestafrikas und Engel Südwestafrikas einbrachte. Im Jahr 1911 gründete sie in Windhoek ihre eigene Entbindungsklinik. In weit über 1.000 Fällen leistete sie erfolgreich Geburtshilfe.
Sie war in Windhoek verheiratet mit dem Friseur Johann Surén. In Swakopmund konnte sie noch ihren 100. Geburtstag feiern, bevor sie ein Jahr später starb.
Sie war mit 101 Jahren eine der nachweislich ältesten Menschen Namibias.